# アーサー・グリフィス

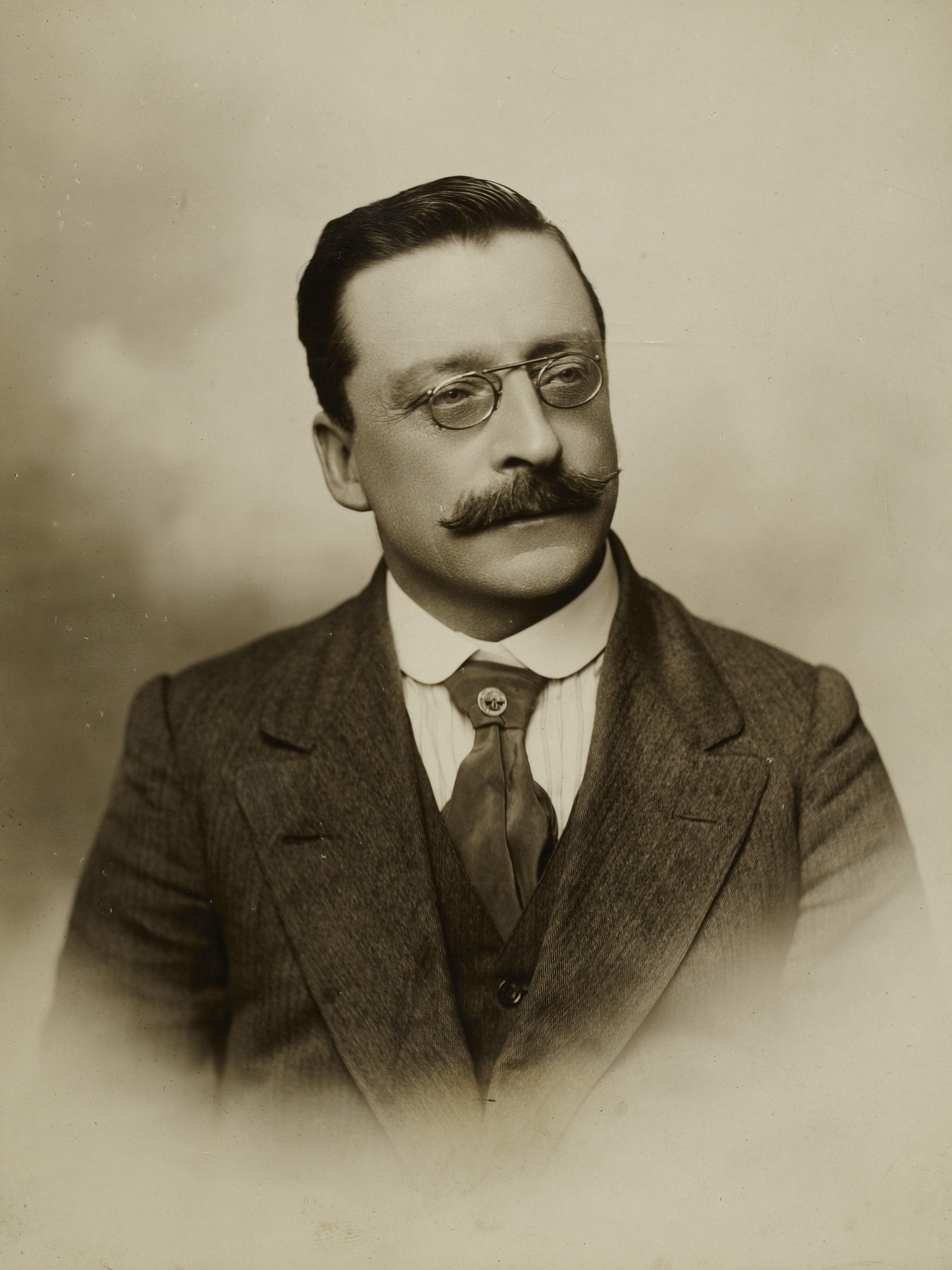
アーサー・グリフィス

アーサー・グリフィス（英語：Arthur Griffith, アイルランド語：Árt Ó Gríofa, 1871年3月31日 - 1922年8月12日）は、アイルランドの政治家でシン・フェイン党の創設者の1人。アイルランド独立戦争の休戦条約である英愛条約の交渉においてはアイルランド側の代表を務めた。

## 前半生
アーサー・グリフィスは1871年にアイルランドのダブリンで生まれた。ウェールズからの移民を祖先に持ち、カトリックの教義に則った教育を受けている。父はアイルランドの新聞『ネイション』 (The Nation) の印刷工であり、1890年代の労働争議におけるロックアウトにも関与していた。アーサーも父と同様に印刷工として働いていたが、アイルランド語の復興を目指すゲール語連盟および民族主義団体であるアイルランド共和主義者同盟（IRB）に参加していた。1897年から翌年にかけては結核の治療のため南アフリカ（当時は南アフリカ連邦成立以前）を訪れ、その地でボーア人の支援活動を行っている。ダブリンに戻ったグリフィスは週刊新聞である『ユナイテッド・アイリッシュマン』紙を創刊した。1910年には15年間の婚約期間を経て婚約者のモードと結婚し、息子と娘を1人ずつもうけている。
グリフィスはパーネル率いるアイルランド議会党が自由党との協力体制にあることを批判していた。この考えは反リベラル的な志向で知られた Young Irelander を率いるジョン・ミッチェルの影響を受けているとされる。彼は社会主義者や無抵抗主義者を大英帝国の手先であると批判し、帝政ロシアやドイツ帝国のヴィルヘルム2世を賞賛している。
1904年にグリフィスは Cumann na nGaedhael と呼ばれる組織を結成した。この組織はイギリス国王エドワード7世のアイルランド訪問に反対するために設立したものであったが、翌年には他の民族主義的団体を吸収し、シン・フェイン党が結党された。1906年に『ユナイテッド・アイリッシュマン』が裁判所命令により解散させられると、グリフィスは1909年に『シン・フェイン』紙を創刊しこれは後に "Nationality" へと発展的解消を遂げた。

## シン・フェインの創設

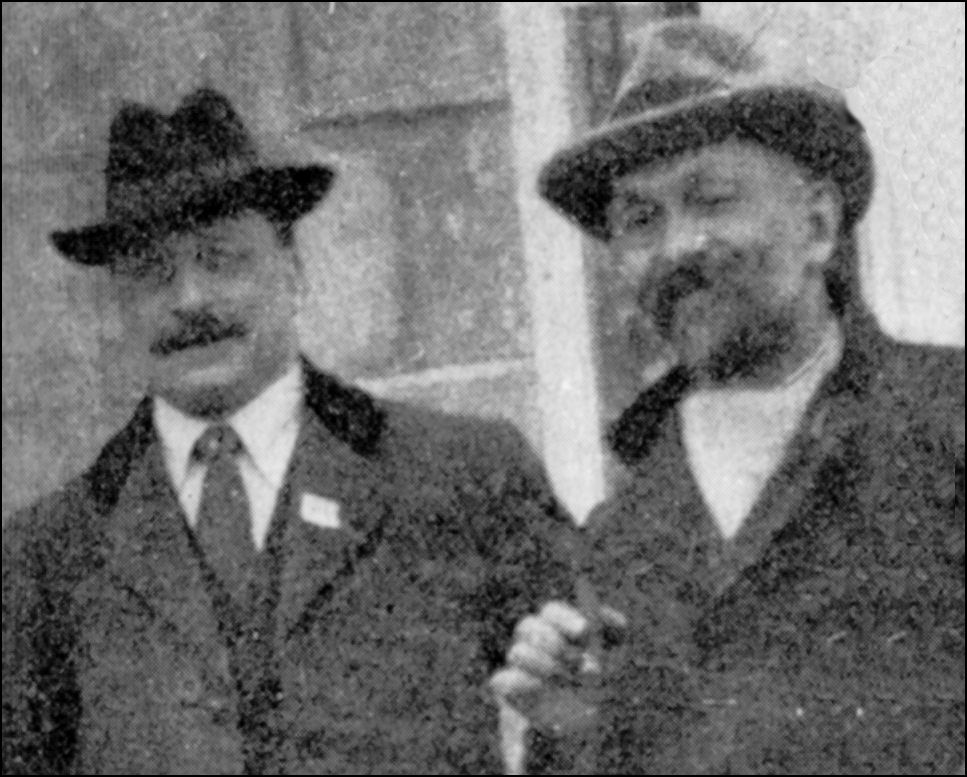
アーサー・グリフィス(左)とウォルター・コール

多くの歴史家は1905年11月28日をシン・フェイン党の結成日としている。この日、グリフィスはシン・フェイン党綱領を発表し、1800年に発布された連合法は不正であり、グラタン合意と1782年憲法において定められていたグレートブリテン・アイルランド両王国の連合が現在も有効であると宣言した。
シン・フェイン党の基本的姿勢は、1904年に出版されたグリフィスの著書『ハンガリーの復活』に見ることができる。この本の中でグリフィスは、オーストリア帝国の一部でしかなかったハンガリー王国がいかにしてオーストリア＝ハンガリー二重帝国の一翼を担うまでになったかについて述べている。君主主義者ではなかったものの、グリフィスはイギリス・アイルランドが対等である二重王国の設立の可能性について検討している。彼の試案ではイギリス国王を両国の君主として認め、イギリス政府と対等のアイルランド政府がアイルランド島を統治するとしていた。このような試案はマイケル・コリンズのような独立戦争の指導者たちには受け入れられなかったが、ケヴィン・オイギンスなどからは一定の支持を得ていた。
グリフィスの方針は、イギリス政府との宥和を図るパーネル主義、および最右翼の完全独立主義の中間をいくものであった。彼はアイルランド選出のイギリス下院議員が議会に参加することを批判し、アイルランド独自の議会を設立するべきだと考えていた。
1907年に北リートリムで行われた補欠選挙において、シン・フェインの候補者が当選した。この頃になると、IRBのメンバーが党組織に浸透するようになった。IRBは地方支部の代表にその支持者を送り込み、月刊誌『アイルランドの自由』などを中心に活動していた。IRBはグリフィスの二重王国案を否定し、シン・フェインは共和国建国を目指すべきであると考えていた。グリフィスは次第にIRBの主張に対して妥協するようになってゆく。
グリフィスは社会的な事柄に対しては、非常に保守的な考えを有していた。W・B・イェーツが推進していたナショナル・シアターにおいて上演されたジョン・ミリントン・シング作『グレンの影』と『西国一の人気男』について、モラルが堕落していると批判し、イェーツがイギリス政府から助成金を受け取ったことも攻撃した。カトリックの神父の支持のもとに1904年にリムリックで小規模なポグロムが発生した際には、これへの支持を発表している。

## イースター蜂起
第一次世界大戦中の1916年にダブリンにおいて、パトリック・ピアースらアイルランド人民族主義者がイギリス政府に対する反乱を計画した。このイースター蜂起はイギリス軍によってただちに鎮圧されたが、イギリスおよびアイルランドではこの反乱がシン・フェインの主導によるものであるとの報道がなされた。蜂起の指導者たちがイギリス軍によって処刑されると、アイルランドでは蜂起の参加者に対する同情が広まり、同時にシン・フェイン党への支持が拡大した。この時期にシン・フェインに加盟した者たちは、アイルランド民族主義を奉じてあくまでアイルランドの完全独立を求める者が多く、グリフィスの持論である二重王国案を掲げる以前からの党員との間に対立が生じた。1917年10月の会議において、党の方針として共和制を選択することが決定され、グリフィスは党首を辞任し、後任にはエイモン・デ・ヴァレラが就任した。その後、アイルランド議会党がグリフィスとの連携を図る動きに出たが、グリフィスはこれを拒否し、議会党は1918年のイギリス議会下院選挙に敗北し、その役割を終えることになった。

## 独立戦争

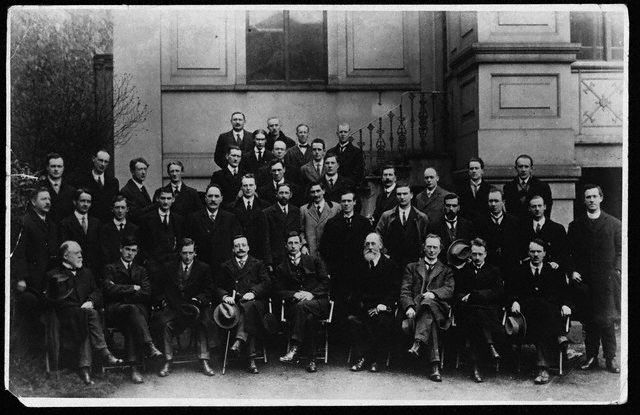
初のドイル・エアラン - 1919年4月

1918年のイギリス下院総選挙でシン・フェイン党はアイルランド議会党を破り、グリフィスも東キャヴァン県で議席を獲得した。シン・フェイン党の議員たちは下院への参加を拒否し、アイルランド独自の議会、第1回ドイル・エアランを招集した。これとほぼ同時にアイルランド独立戦争が開始された。建国が宣言されたアイルランド共和国 (Irish Republic) の指導者はエイモン・デ・ヴァレラ（ドイル・エアラン議長、後にアイルランド共和国大統領）、マイケル・コリンズ（アイルランド共和国財政大臣、IRB指導者、IRA情報局長）などである。デ・ヴァレラがアイルランドの支持を訴え、資金を集めるためにアメリカへと向かっている間、グリフィスはデ・ヴァレラの代役を務めた。1921年にはイギリス軍に逮捕されたが、ただちに釈放され、その年の末にはデ・ヴァレラによって休戦条約締結のための使節団長に選ばれた。

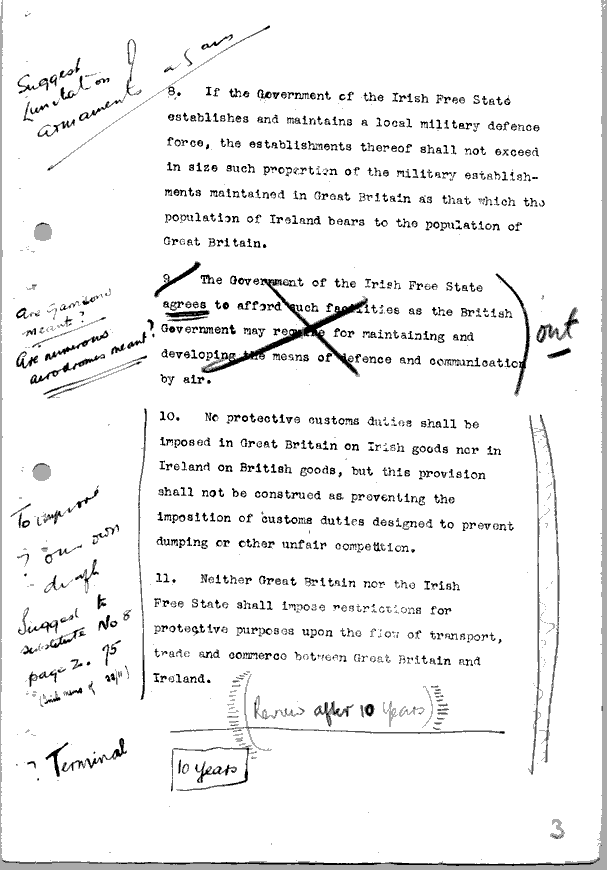
アーサー・グリフィスにより注釈が付された条約の草稿

イギリス政府とアイルランド共和国暫定政府の代表による交渉の末、英愛条約が締結された。この条約では新たに建国されるアイルランド自由国が大英帝国の自治領（ドミニオン）に留まること、北アイルランドの所属についてはユニオニストが優勢を占める北アイルランド政府に決定を委ねることなどが取り決められたが、これらは多くのアイルランド民族主義者にとって受け入れがたいものであった。その中でグリフィスは、これはアイルランドにとり不利な条件ではないと考えていた。1921年にドイル・エアランで、翌年には南アイルランド議会でも条約が批准されると、条約に反対していたデ・ヴァレラは大統領を辞任し、グリフィスが後任に指名された。条約の賛成派、反対派の対立によりアイルランドでは内戦が開始され、コリンズとの関係も悪化していたグリフィスは1922年8月12日に心臓発作により死去した。その10日後にはコリンズがコーク県で暗殺されている。